# Braunschweiger Straße 10 (Magdeburg)

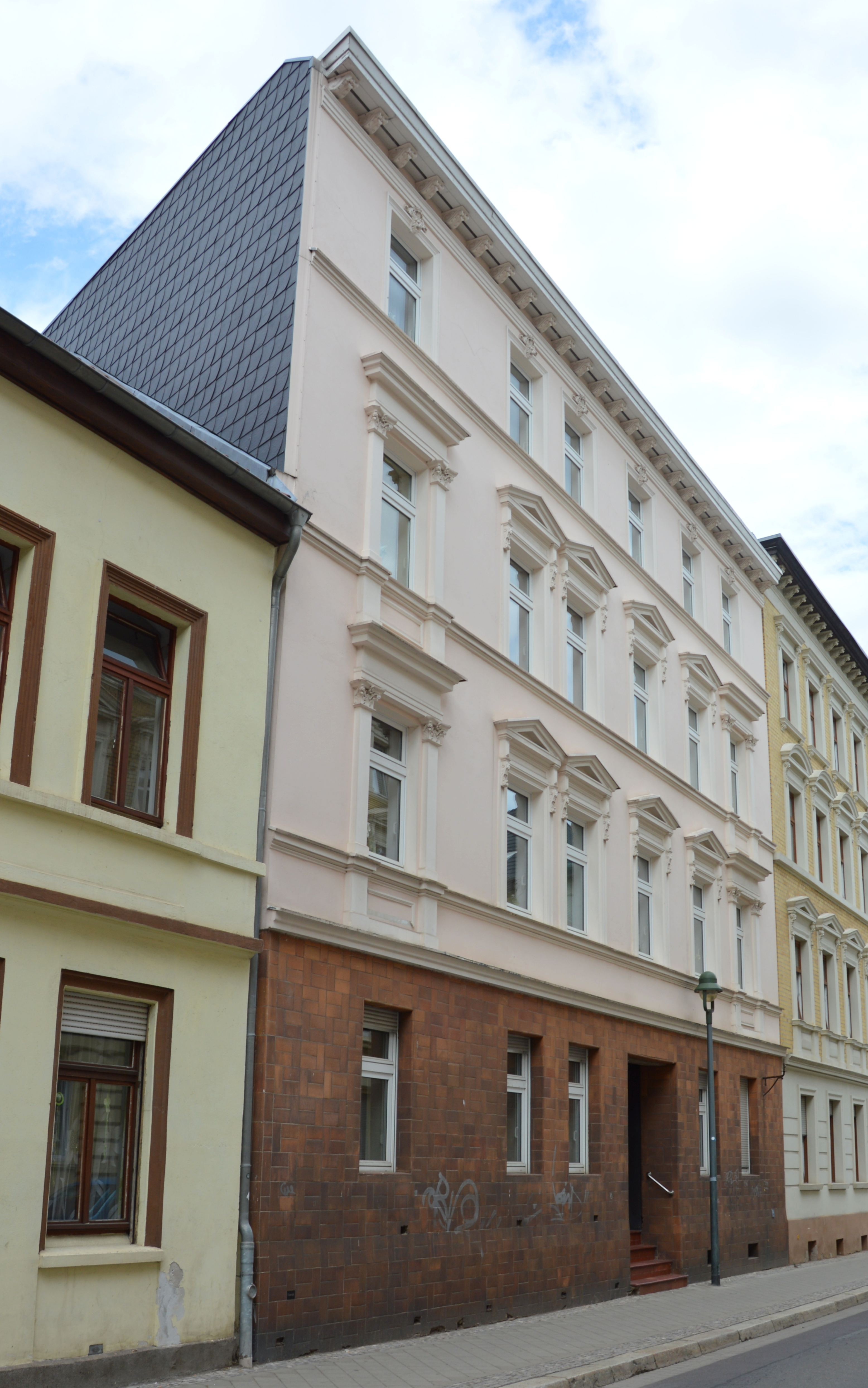
Braunschweiger Straße 10

Das Haus Braunschweiger Straße 10 ist ein denkmalgeschütztes Wohnhaus in Magdeburg in Sachsen-Anhalt.

## Lage
Es befindet sich auf der Nordseite der Braunschweiger Straße im Magdeburger Stadtteil Sudenburg. Das Gebäude gehört als  Einzeldenkmal zum Denkmalbereich Braunschweiger Straße 1–10, 98–108. Östlich grenzt das gleichfalls denkmalgeschützte Haus Braunschweiger Straße 9 an.

## Architektur und Geschichte
Das viergeschossige verputzte Gebäude wurde in den 1880er Jahren errichtet. Die repräsentative sechsachsige Fassade ist im Stil der Neorenaissance gestaltet. Jeweils die äußerste Fensterachse ist vor dem ersten und zweiten Obergeschoss zusammengefasst und somit besonders betont.
Im Denkmalverzeichnis für Magdeburg ist das Wohnhaus unter der Erfassungsnummer 094 81934 als Baudenkmal verzeichnet.
Das Gebäude gilt als Teil der erhaltenen gründerzeitlichen Häuserzeile als prägend für das Straßenbild und wichtiges Dokument für die bauliche Entwicklung Sudenburgs in der Bauzeit.